# NASCAR Winston Cup 1985
De NASCAR Winston Cup 1985 was het 37e seizoen van het belangrijkste NASCAR kampioenschap dat in de Verenigde Staten gehouden wordt. Het seizoen startte op 17 februari met de Daytona 500 en eindigde op 17 november met de Winston Western 500. Darrell Waltrip won het kampioenschap voor de derde keer in zijn carrière. De trofee rookie of the year werd uitgereikt aan Ken Schrader.

## Races
Top drie resultaten, exhibitie- en kwalificatiewedstrijden staan niet vermeld.
| '  | Datum  | Race                       | Circuit                         | Winnaar         | Tweede          | Derde           |
| 1  | 17-feb | Daytona 500                | Daytona International Speedway  | Bill Elliott    | Lake Speed      | Darrell Waltrip |
| 2  | 24-feb | Miller High Life 400       | Richmond International Raceway  | Dale Earnhardt  | Geoff Bodine    | Darrell Waltrip |
| 3  | 3-mrt  | Carolina 500               | North Carolina Speedway         | Neil Bonnett    | Harry Gant      | Terry Labonte   |
| 4  | 17-mrt | Coca-Cola 500              | Atlanta Motor Speedway          | Bill Elliott    | Geoff Bodine    | Neil Bonnett    |
| 5  | 6-apr  | Valleydale 500             | Bristol Motor Speedway          | Dale Earnhardt  | Ricky Rudd      | Terry Labonte   |
| 6  | 14-apr | TranSouth 500              | Darlington Raceway              | Bill Elliott    | Darrell Waltrip | Tim Richmond    |
| 7  | 21-apr | Northwestern Bank 400      | North Wilkesboro Speedway       | Neil Bonnett    | Darrell Waltrip | Bobby Allison   |
| 8  | 28-apr | Sovran Bank 500            | Martinsville Speedway           | Harry Gant      | Ricky Rudd      | Geoff Bodine    |
| 9  | 5-mei  | Winston 500                | Talladega Superspeedway         | Bill Elliott    | Kyle Petty      | Cale Yarborough |
| 10 | 19-mei | Budweiser 500              | Dover International Speedway    | Bill Elliott    | Harry Gant      | Kyle Petty      |
| 11 | 26-mei | Coca-Cola World 600        | Charlotte Motor Speedway        | Darrell Waltrip | Harry Gant      | Bobby Allison   |
| 12 | 2-jun  | Budweiser 400              | Riverside International Raceway | Terry Labonte   | Harry Gant      | Bobby Allison   |
| 13 | 9-jun  | Van Scoy Diamond Mines 500 | Pocono Raceway                  | Bill Elliott    | Harry Gant      | Darrell Waltrip |
| 14 | 16-jun | Miller 400                 | Michigan International Speedway | Bill Elliott    | Darrell Waltrip | Cale Yarborough |
| 15 | 4-jul  | Pepsi Firecracker 400      | Daytona International Speedway  | Greg Sacks      | Bill Elliott    | Darrell Waltrip |
| 16 | 21-jul | Summer 500                 | Pocono Raceway                  | Bill Elliott    | Neil Bonnett    | Darrell Waltrip |
| 17 | 28-jul | Talladega 500              | Talladega Superspeedway         | Cale Yarborough | Neil Bonnett    | Ron Bouchard    |
| 18 | 11-aug | Champion Spark Plug 400    | Michigan International Speedway | Bill Elliott    | Darrell Waltrip | Harry Gant      |
| 19 | 24-aug | Busch 500                  | Bristol Motor Speedway          | Dale Earnhardt  | Tim Richmond    | Neil Bonnett    |
| 20 | 1-sep  | Southern 500               | Darlington Raceway              | Bill Elliott    | Cale Yarborough | Geoff Bodine    |
| 21 | 8-sep  | Wrangler Sanfor-Set 400    | Richmond International Raceway  | Darrell Waltrip | Terry Labonte   | Richard Petty   |
| 22 | 15-sep | Delaware 500               | Dover International Speedway    | Harry Gant      | Darrell Waltrip | Ricky Rudd      |
| 23 | 22-sep | Goody's 500                | Martinsville Speedway           | Dale Earnhardt  | Darrell Waltrip | Harry Gant      |
| 24 | 29-sep | Holly Farms 400            | North Wilkesboro Speedway       | Harry Gant      | Geoff Bodine    | Terry Labonte   |
| 25 | 6-okt  | Miller High Life 500       | Charlotte Motor Speedway        | Cale Yarborough | Bill Elliott    | Geoff Bodine    |
| 26 | 20-okt | Nationwise 500             | North Carolina Speedway         | Darrell Waltrip | Ron Bouchard    | Harry Gant      |
| 27 | 3-nov  | Atlanta Journal 500        | Atlanta Motor Speedway          | Bill Elliott    | Cale Yarborough | Darrell Waltrip |
| 28 | 17-nov | Winston Western 500        | Riverside International Raceway | Ricky Rudd      | Terry Labonte   | Neil Bonnett    |

## Eindstand - Top 10
| 1  | Darrell Waltrip | 4292 |
| 2  | Bill Elliott    | 4191 |
| 3  | Harry Gant      | 4028 |
| 4  | Neil Bonnett    | 3897 |
| 5  | Geoff Bodine    | 3862 |
| 6  | Ricky Rudd      | 3857 |
| 7  | Terry Labonte   | 3683 |
| 8  | Dale Earnhardt  | 3561 |
| 9  | Kyle Petty      | 3523 |
| 10 | Lake Speed      | 3507 |